# Thamnobryum alleghaniense
Thamnobryum alleghaniense är en bladmossart som beskrevs av Nieuwland 1917. Thamnobryum alleghaniense ingår i släktet rävsvansmossor, och familjen Neckeraceae. Inga underarter finns listade i Catalogue of Life.